# Laughing Sinners
Laughing Sinners (bra: Almas Pecadoras) é um filme pre-Code estadunidense de 1931, do gênero drama, dirigido por Harry Beaumont, estrelado por Joan Crawford, e co-estrelado por Neil Hamilton e Clark Gable. O roteiro de Bess Meredyth, Martin Flavin e Edith Fitzgerald foi baseado na peça teatral "Torch Song" (1930), de Kenyon Nicholson.
A trama foca em uma mulher que decide se suicidar após descobrir que o homem que ama vai se casar com outra pessoa, mas acaba encontrando uma redenção espiritual. Este foi o segundo dos oito filmes que Crawford e Gable co-estrelaram juntos.

## Sinopse
Ivy Stevens (Joan Crawford) é uma cantora de cabaré que possui um relacionamento com Howard "Howdy" Palmer (Neil Hamilton), e é extremamente apaixonada por ele. Após descobrir que Howdy a abandonou deixando apenas um bilhete e vai se casar com a filha de seu chefe, Ivy cai em profunda depressão e decide acabar com sua vida saltando de uma ponte. Carl Loomis (Clark Gable), que é integrante do Exército de Salvação e passa seus dias tentando ajudar os outros após enfrentar uma grande crise pessoal, consegue salvá-la. O rapaz começa a se esforçar para que ela fique bem e perceba que, ajudando outras pessoas, ela pode encontrar uma felicidade maior em si mesma.

## Elenco
- Joan Crawford como Ivy Stevens
- Neil Hamilton como Howard "Howdy" Palmer
- Clark Gable como Carl Loomis
- Marjorie Rambeau como Ruby
- Guy Kibbee como Cass Wheeler
- Cliff Edwards como Mike
- Roscoe Karns como Fred Geer
- Gertrude Short como Edna
- George Cooper como Joe
- George F. Marion como Humpty
- Bert Woodruff como Tink

## Produção

### Escolha de elenco
John Mack Brown estava originalmente escalado e gravando o papel de Gable quando o estúdio decidiu descartar todas as filmagens com ele e refazer tudo com Gable no lugar. Naquele ponto, a distinta carreira de Brown em produções dramáticas convencionais já havia terminado, e ele acabou rebaixado para filmes B de cowboys, com seu nome sendo alterado para "Johnny Mack Brown".
Crawford e Rambeau, que interpretam coristas no filme, interpretaram mais tarde mãe (Rambeau) e filha (Crawford) no filme "Torch Song", em 1953. "Torch Song" é o nome da peça teatral na qual "Laughing Sinners" é baseado.

## Recepção
Andre Sennwald, em sua crítica para o The New York Times, observou: "Srta. Crawford ... moderou a qualidade intensa e nem um pouco autoconsciente de sua atuação sem ferir seu espírito vibrante de tirar o fôlego".

### Bilheteria
De acordo com os registros da Metro-Goldwyn-Mayer, o filme arrecadou US$ 624.000 nacionalmente e US$ 141.000 no exterior, totalizando US$ 765.000 mundialmente. O retorno lucrativo da produção foi de US$ 156.000.